# Albena Branzova-Dimitrova
Albena Branzova-Dimitrova (née le 17 juillet 1971 à Plovdiv, en Bulgarie) est l'entraîneuse-chef de l'équipe de basket-ball féminin des Citadins de l'Université du Québec à Montréal (UQAM) au Canada. Branzova-Dimitrova est également une ancienne joueuse professionnelle de basket-ball évoluant au poste de pivot.

## Biographie

### En club
Branzova-Dimitrova a évolué plusieurs saisons au sein d'équipes féminines du Brésil, de Russie, de Turquie, d'Israël, de la France et de Hongrie en plus d'avoir joué pour le New York Liberty dans la Women's National Basketball Association aux États-Unis. 
- 1995-1997 :Racing Club Strasbourg ( France)
- 1998 : Liberty de New York ( États-Unis)
- 1998-1999 : Elitzur Ramla, ( Israël)
- 1999-2000 : Botaş Spor Club Adana ( Turquie)
- 2000-2001 : Santo Andre, ( Brésil)
- 2001-2002 : Ramat Hasharon ( Israël)
- 2002-2006 : MiZo Pécs ( Hongrie)
- 2006-2008 : MKB Euroleasing Sopron ( Hongrie)
- 2008-2009 : Nadejda Orenbourg, ( Russie)
- 2009-2010 : Tours Val de Loire Basket, (NF1,  France)

#### En sélection nationale
Albena Branzova-Dimitrova a été membre de l'équipe nationale de Bulgarie de 2003 à 2005.

### Carrière d'entraîneuse
Arrivée au Canada en janvier 2011, Branzova-Dimitrova occupait auparavant le poste d'entraîneuse-adjointe de l'équipe féminine de basketball des Sharks de la Nova Southeastern University, à Miami, en Floride. Cette équipe compétitionne dans la division 2 du Championnat NCAA de basket-ball féminin américain.
Branzova-Dimitrova a de plus été entraineur-adjoint de l'Équipe de Bulgarie de basket-ball féminin des moins de 20 ans (en 2007-2008) et de l'Équipe de hongroise MKB Euroleasing Sopron des moins de 18 ans (en 2006-2007).

## Palmarès
- Championne nationale de Hongrie en 2007 et 2008 avec le MKB Euroleasing Sopron
- Championne nationale de Hongrie à quatre reprises avec le MiZo Pécs(2002-2006)
- Championne nationale d’Israël avec le Yes-Ramat Hasharon, et élue joueuse par excellence de la ligue (2001-2002)
- Meilleure marqueuse de l'Euroligue féminine de basket-ball 2001-2002
- Championne du Paulista au Brésil avec le Santo Andre et élue joueuse par excellence de la saison 2000-2001

## Scolarité
Elle détient un doctorat et une maîtrise en psychologie sportive de l'Université de Bulgarie. Elle possède de plus sa qualification d'entraîneuse de basketball de l'Université de Bulgarie et une licence en management de la Florida International University.

## Vie personnelle
Branzova-Dimitrova est mariée et mère d'un jeune enfant. Elle maîtrise six langues : le bulgare, le russe, l'anglais, l'espagnol, le portugais et un tout petit peu le français.
«Mon mari (aussi joueur de basketball) et moi avons beaucoup voyagé en raison de notre travail. Avec l'arrivée de notre enfant, nous cherchions un endroit où nous poser et le Canada faisait partie de nos plans. Lorsque j'ai obtenu le poste à l'UQAM, j'ai compris que j'avais fait le bon choix. Le hasard n'existe pas. Les choses arrivent lorsque nous sommes prêts!»